# Meganoplium imbelle
Meganoplium imbelle är en skalbaggsart som först beskrevs av Leconte 1881.  Meganoplium imbelle ingår i släktet Meganoplium och familjen långhorningar. Inga underarter finns listade i Catalogue of Life.